# Bradley Stoke
Bradley Stoke – miasto i civil parish w Wielkiej Brytanii, w Anglii, w regionie South West England, w hrabstwie Gloucestershire, w dystrykcie (unitary authority) South Gloucestershire. W 2011 roku civil parish liczyła 20 599 mieszkańców.